# Tanzender Silen

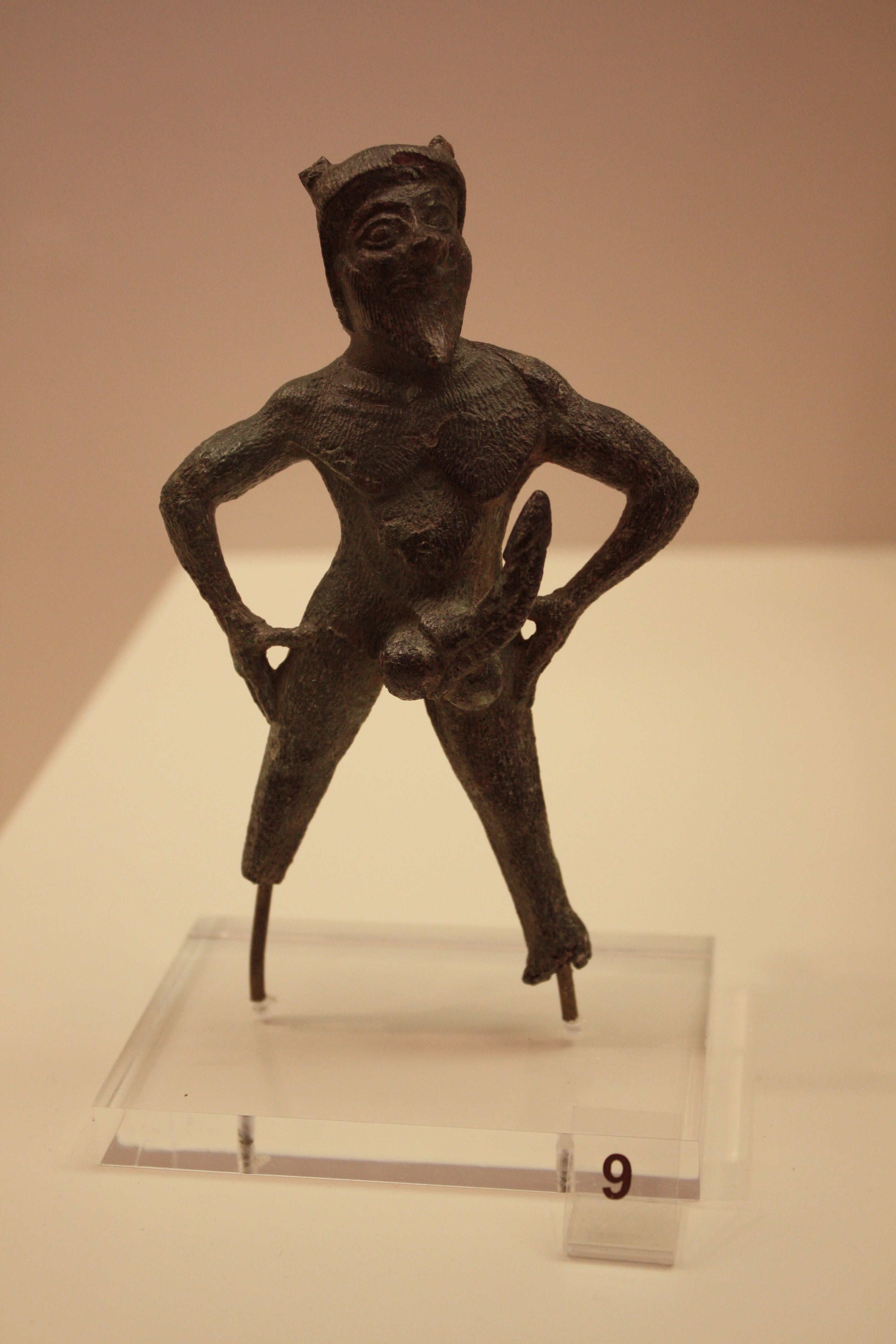
Tanzender Silen

Der Tanzende Silen ist eine Bronzestatuette aus der Mitte des 6. Jahrhunderts v. Chr. Sie wurde 1964 bei Ausgrabungen unter Leitung von Emil Kunze in Olympia gefunden und befindet sich unter der Inventarnummer B 5555 im Archäologischen Museum Olympia. 
Die Statuette befand sich in einer Füllung aus der klassischen Zeit, die eine Vielzahl archaischer Überreste wie Bronzen, Eisenreste und Scherben enthielt. Der Fund kam bei Grabungen nordöstlich des Peristyls am Haus des Nero zum Vorschein. Obwohl die Figur aus einem der damaligen Kunstzentren stammen muss, ist der genaue Herstellungsort unklar. Als gesichert gilt nur, dass die Statuette aus dem Peloponnes stammt.
Es handelt sich bei der Statuette um einen Silen mit Ithyphallos, dessen Armhaltung in Verbindung mit dem erhobenen Kopf eine Tanzbewegung darstellt. Der Silen ist nach archaischem Typ als vollständig behaartes Mischwesen zwischen Mensch und Tier gestaltet. Die Ohren und der Schwanz sind die eines Pferdes, die Beine entweder Pferde- oder Bocksbeine, wogegen die Behaarung der Darstellung eines Bockes entspricht. Die Figur ist daher als frühes Beispiel dafür zu betrachten, dass die kunsthistorisch lange Zeit vollzogene Trennung von Silen- und Satyrdarstellungen anhand von Pferde- und Bockmerkmalen nur akademisch und in der griechischen Kunst nicht vorhanden war. Auch die menschlichen Anteile der Figur gleiten ins tierische ab, namentlich der gewölbte Bauch und die schlaffe Brust, die dünnen Arme und die Gestaltung des flachen Kopfes mit knolliger Nase und langem Spitzbart, weshalb sie einer Entwicklungsstufe von Silenfiguren zugerechnet wird, in der der dämonische Ausdruck zunehmend dem koboldhaften Platz machte. 